# Guerre russo-turque de 1768-1774
Pour les articles homonymes, voir Guerre russo-turque.
Guerres russo-turques
Batailles
- Aspindza
- Nauplie (en)
- Orloff
- Tchesmé
- Larga
- Kagul
- Beyrouth (en)
- Patras
- Kozludzha (en)
- Kertch

La guerre russo-turque de 1768-1774 opposa la Empire russe à l'Empire ottoman, allié du khanat de Crimée. La Russie désirait obtenir un débouché sur la mer Noire.

## Les causes de la guerre

### Contexte général: Russie et Empire ottoman

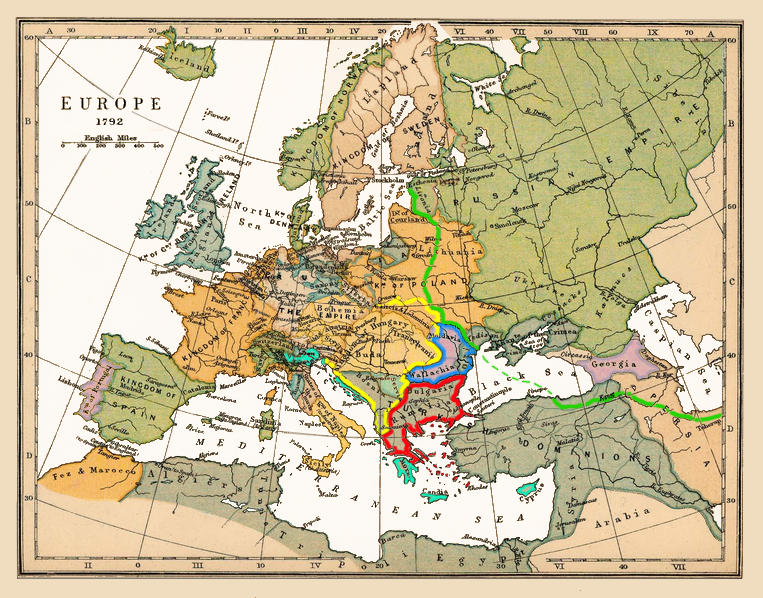
Projet grec : projets de Catherine II de Russie au détriment de l'Empire ottoman : en rouge l'« Empire néobyzantin » de Constantin de Russie, en bleu le « Royaume de Dacie » de Potemkine, en jaune les compensations pour l'Empire des Habsbourg et en turquoise celles de Venise.

Depuis déjà un siècle, la Russie a des visées sur les territoires européens de l'Empire ottoman, qui est en déclin du point de vue militaire. Les buts de la Russie sont de rejeter l'Empire Ottoman en Asie et d'obtenir la libre navigation sur la mer Noire.
Depuis la paix de Nissa en 1739, des agents russes se sont infiltrés dans les Balkans dans le but de provoquer des soulèvements. En 1767, ils encouragent un nouveau soulèvement au Monténégro. Un aventurier, Šćepan Mali (en), qui prétend être l'empereur Pierre III, éliminé par son épouse Catherine II en 1762, s'empare du pouvoir dans cette principauté. 
Catherine II de Russie espère concrétiser le « projet grec », c'est-à-dire le rétablissement d'un Empire byzantin qui reviendrait à son petit-fils Constantin. Cet empire, avec pour capitale Constantinople, engloberait la Grèce, la Thrace, la Macédoine et la Bulgarie, tandis que les principautés danubiennes formeraient un « royaume de Dacie » promis à Potemkine. Le reste des Balkans, c'est-à-dire la Bosnie, la Serbie et l'Albanie, serait donné en compensation à l'Autriche. Venise obtiendrait la Morée, la Crète et Chypre. 

### La crise polonaise de 1768 et ses conséquences
Ce sont les événements de Pologne qui provoquent la guerre entre les deux puissances. 
Depuis la fin de la guerre de Sept Ans en 1763, des troupes russes stationnent sur le territoire polonais afin de protéger la minorité orthodoxe et d'une façon générale de contrôler le gouvernement de la république des Deux Nations, dont le roi, Stanislas II, élu en 1764, est favorable à la Russie. La Pologne est devenue une sorte de protectorat russe, ce qui se concrétise par le traité d'amitié perpétuelle de 1768. Après des mois de tension, ce traité provoque le soulèvement d'une partie de la noblesse polonaise, qui se structure en vue d'une guerre civile dans le cadre de la confédération de Bar (29 février 1768). 
Beaucoup d'Ukrainiens orthodoxes, notamment les Cosaques Zaporogues, sont en revanche favorables à la Russie et se joignent à elle pour combattre l'insurrection. En poursuivant un groupe d'insurgés se repliant depuis la forteresse de Bar, des Zaporogues incendient la petite ville de Balta, alors située en territoire ottoman. Comme il ne s'agit pas de soldats russes, Catherine II nie toute responsabilité dans cet incident. 
Poussée par le khan tatar, ainsi que par la France, alliée de la Confédération de Bar, le gouvernement ottoman exige en septembre 1768 l'évacuation de la Pologne par la Russie, et, cette dernière s'y refusant, la Sublime Porte lui déclare la guerre le 6 octobre 1768, bien que son armée ne soit pas prête.

## Les opérations militaires russes

### Percée des Turcs en profondeur

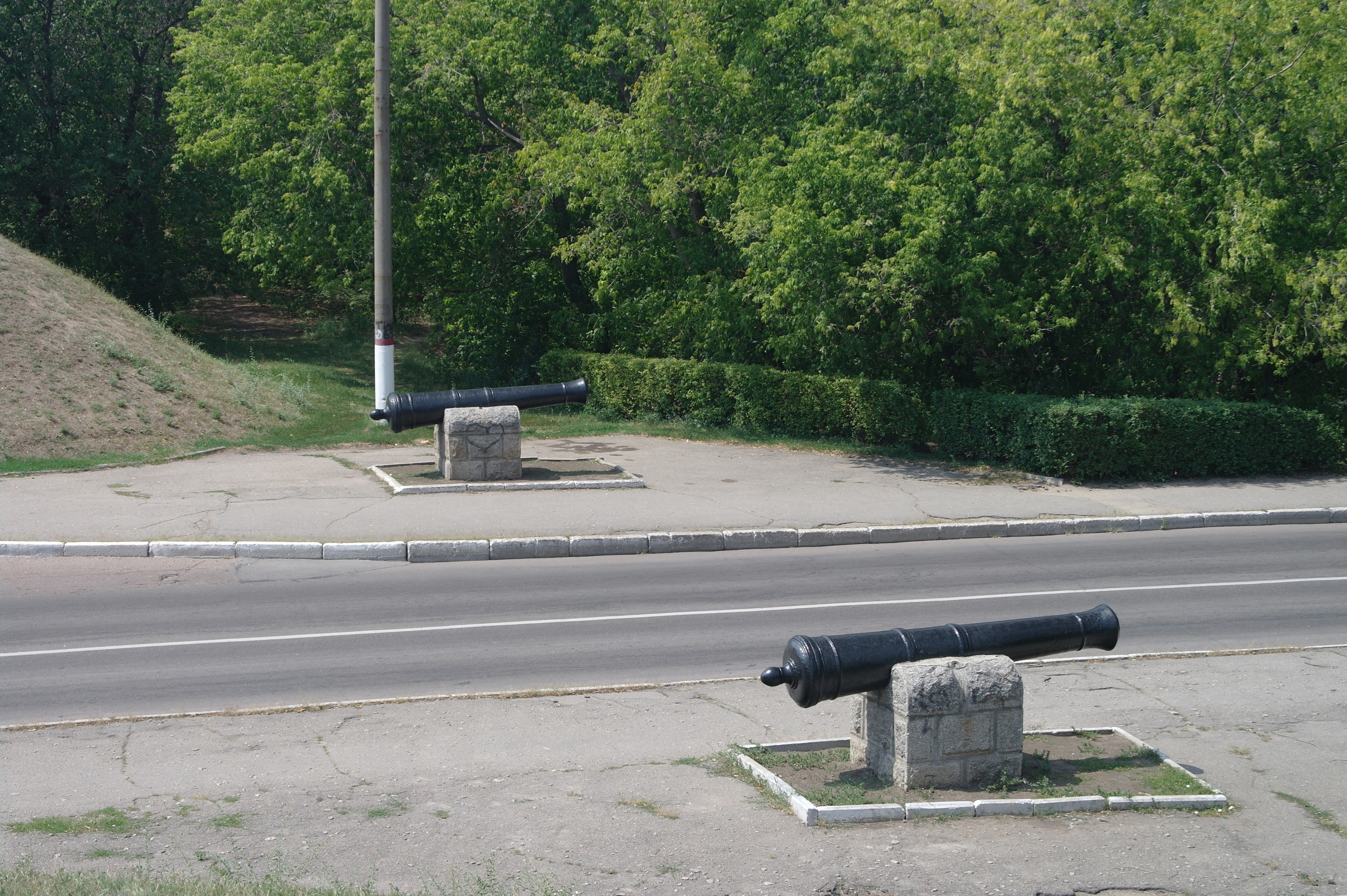
Canons et remparts en terre du Fort Sainte-Élisabeth dans la ville de Kropyvnytskyï

En janvier 1769, une armée turco-tatare forte de 70 000 hommes, dirigée par le khan de Crimée Kirim-Girey, fit irruption profondément dans le front sur les terres du centre de l'Ukraine dans le but d'asservir les résidents locaux, mais leur attaque fut repoussée par la garnison du Fort Sainte-Élisabeth, après quoi les troupes du général Roumiantsev ont continué leur mouvement vers les rives de la mer Noire .

### Sur terre: vers le Danube
La Russie lance une armée vers la mer Noire et l'embouchure du Danube afin d'empêcher le soutien turc à la Pologne. 
Les troupes russes prennent Azov en 1769, puis poursuivent dans les principautés danubiennes. En 1770, elles occupent Iași, puis Bucarest, mais faute de réserves suffisantes, ne peuvent poursuivre cette offensive.

### Sur mer: le grand tour de la flotte russe

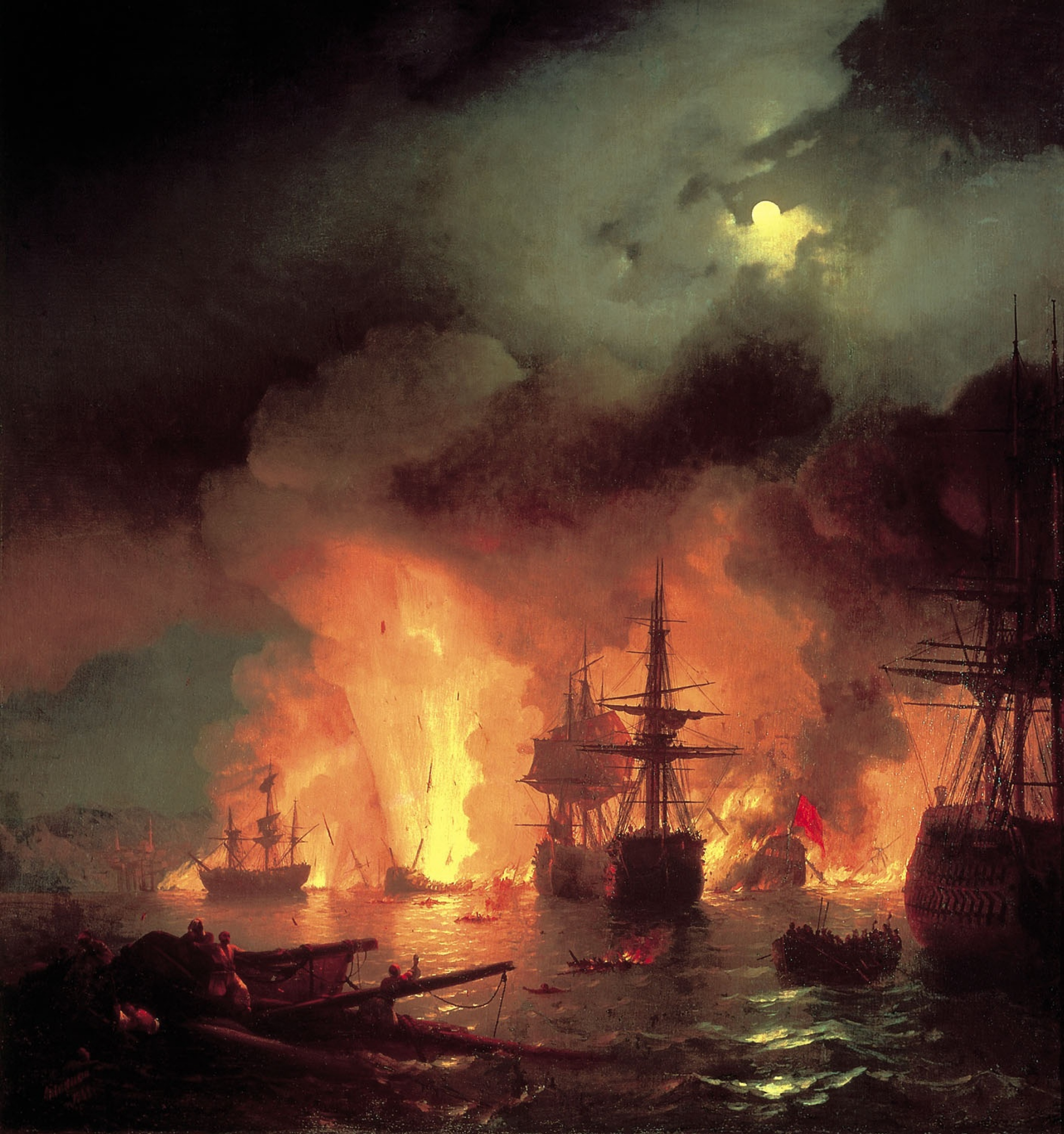
La Bataille de Tchesmé, par Ivan Aïvazovski, 1881.

Parallèlement, la flotte russe de la Baltique, commandée par le comte Alexis Orlov, aidée par les Anglais, fait le tour de l'Europe afin de rejoindre la mer Méditerranée. 
Son premier objectif est le Péloponnèse, où des agents russes ont fait éclater un soulèvement. Les Russes occupent le port de Navarin. Mais l'hostilité de la population grecque envers les musulmans de la ville rendent l'occupation difficile. Les Russes sont contraints d'abandonner les Grecs.
La flotte russe se dirige ensuite vers la mer Égée. En juillet 1770, elle livre la bataille de Tchesmé, anéantissant la flotte turque. Les bateaux turcs au mouillage à Tchesmé, face à l'île de Chios, sont détruits dans un incendie.
La Méditerranée orientale est désormais ouverte à la flotte russe, mais cette dernière se contenta de quelques coups de main contre Rhodes et les îles voisines. Le franchissement des Détroits reste impossible pour la flotte russe.

### La prise de contrôle de la Crimée
Après ce succès majeur, Catherine II ambitionne de prendre la forteresse de Kertch qui commande le passage entre la mer d'Azov et la mer Noire. Elle désire également contrôler les principautés danubiennes. En 1771, les troupes russes occupent totalement la Crimée. Le khanat de Crimée passe sous suzeraineté russe et Catherine II y installe un de ses protégés. 

### L'intervention de la Prusse et de l'Autriche
Mais les puissances européennes s'inquiètent de cette évolution trop favorable à la Russie. Frédéric II de Prusse craint une entente entre la Russie et l'Autriche pour se partager les dépouilles de l'Empire ottoman. L'Autriche craint une pénétration russe dans les principautés danubiennes qu'elle considère comme sa voie naturelle d'expansion. Après la prise de Kertch, l'Autriche est décidée à éviter coûte que coûte toute nouvelle extension de la Russie et commence ses préparatifs militaires. 
Dès septembre 1770, la tsarine et le roi de Prusse se rencontrent à Neustadt, en Moravie. En 1771, Autriche et Prusse arrivent à un accord. 
En compensation des avantages territoriaux russes, l'Autriche, la Prusse et la Russie s'entendent au début de 1772 sur un partage de la Pologne (Frédéric II reçoit la Prusse polonaise, l'Autriche la Galicie, la Russie l'Ukraine).

## Le traité de Küçük Kaynarca

L'empire ottoman céda des territoires à la Russie directement (hachurés en rouge-vert) et indirectement via l'indépendance du Khanat de Crimée (hachuré en jaune-vert) que les Russes annexent en 1783.

En août 1772, commencent les négociations de paix entre la Russie et l'Empire ottoman, mais elles traînent en longueur car la Sublime Porte est réticente à céder sur tous les plans. Finalement, le maréchal Roumiantsev franchit le Danube et entre en Bulgarie, contraignant le sultan à accepter la paix. Le 21 juillet 1774, les deux pays signent le traité de Küçük Kaynarca. 
La Russie renonce aux principautés danubiennes, mais obtient les ports d'Azov et de Kinbourn. La Crimée devient indépendante, mais dans les faits, le khanat devient un protectorat de la Russie. Le sultan reconnaît aussi la souveraineté russe sur les Cosaques Zaporogues. Catherine II obtient la construction d'une église orthodoxe à Constantinople qui va devenir le symbole de la protection de la Russie sur les chrétiens de l'empire ottoman. La Russie obtient également des privilèges commerciaux ainsi que des consuls pour y veiller. Les navires commerciaux russes peuvent désormais naviguer sur la mer Noire. La Turquie doit verser une indemnité de guerre importante à la Russie.
Le 4 mai 1775, un autre traité est signé entre l'Autriche et l'Empire ottoman, par lequel ce dernier cède à l'Autriche la Bucovine, en contrepartie de sa neutralité durant le conflit.